# 蒲郡市
蒲郡市（日语：／ Gamagōri shi */?），是位於日本愛知縣東南部東三河地區的行政區劃。轄區南鄰三河灣，東、北、西側分別被五井山、遠望峰山、三根山所環繞，主要市區即位於這些山之間及沿海的平原區域。
蒲郡橘子為本地的特產，此外，傳統的「三河織物」過去曾帶動本地的紡織纖維產業。

## 人口
| 蒲郡市人口分布圖 |                                               |  |
| 蒲郡市與日本全國年齡別人口分布比較圖 （2005年資料） | 蒲郡市的年齡、男女別人口分布圖 （2005年資料） |  |
| ■紫色是蒲郡市 ■綠色是全国 | ■藍色是男性 ■紅色是女性                       |  |
| 蒲郡市人口變化 \| 1970年 \| 82,868人 \| \| \| 1975年 \| 85,282人 \| \| \| 1980年 \| 85,294人 \| \| \| 1985年 \| 85,580人 \| \| \| 1990年 \| 84,819人 \| \| \| 1995年 \| 83,730人 \| \| \| 2000年 \| 82,108人 \| \| \| 2005年 \| 82,108人 \| \| \| 2010年 \| 82,249人 \| \| \| 2015年 \| 81,100人 \| \| \| 2020年 \| 79,538人 \| \| |                                               |  |
| 資料來源：日本總務省統計中心提供之人口普查數據 |                                               |  |
| 1970年 | 82,868人                                      |  |
| 1975年 | 85,282人                                      |  |
| 1980年 | 85,294人                                      |  |
| 1985年 | 85,580人                                      |  |
| 1990年 | 84,819人                                      |  |
| 1995年 | 83,730人                                      |  |
| 2000年 | 82,108人                                      |  |
| 2005年 | 82,108人                                      |  |
| 2010年 | 82,249人                                      |  |
| 2015年 | 81,100人                                      |  |
| 2020年 | 79,538人                                      |  |

## 歷史
現在的蒲郡市在令制國時代屬於三河國寶飯郡。
在彌生時代就已有人類據住於此，根據《日本後紀》紀載，在八世紀時在此地已有紡織產業，並發展成現在的「三河織物」。
在16世紀時本地為鵜殿氏所控制，並以上之鄉城為據點。此後，此地曾先後由久松氏及池田輝政所領有，17世紀進入江戶時代後，則被劃分為諸多旗本、寺社的領地，也有部分區域屬於岡崎藩、三河吉田藩、形原藩。
19世紀末明治維新實施廢藩置縣後，此區域曾隨著原先領地被劃分給諸多不同的縣，直到1871年的第一次府縣整併後，過去原屬三河國的區域一同被整併至新設立的額田縣，但在1972年又隨著額田縣被併入愛知縣。
1889年日本實施町村制，現在的市中心處設立蒲郡村，1891年蒲郡村升格為蒲郡町，1906年再與北側的豐岡村、靜里村、神之鄉村整併為新的蒲郡町。
1954年蒲郡町與東西兩側的三谷町、鹽津村合併為蒲郡市，此後再於1955年、1962年、1963年將周邊的大塚村、形原町、西浦町併入。

### 變遷表
| 1889年10月1日 | 1889年 - 1944年             | 1889年 - 1944年             | 1889年 - 1944年             | 1945年 - 1954年            | 1955年 - 1989年            | 1955年 - 1989年          | 1989年 - 現在            | 現在                     |
| ------------- | --------------------------- | --------------------------- | --------------------------- | -------------------------- | -------------------------- | ------------------------ | ------------------------ | ------------------------ |
| 西浦村        | 西浦村                      | 西浦村                      | 1944年2月11日 改制為西浦町  | 1944年2月11日 改制為西浦町 | 1944年2月11日 改制為西浦町 | 1963年4月1日 併入蒲郡市  | 蒲郡市                   | 蒲郡市                   |
| 形原村        | 形原村                      | 形原村                      | 1924年4月1日 改制為形原町   | 1924年4月1日 改制為形原町  | 1924年4月1日 改制為形原町  | 1962年4月1日 併入蒲郡市  | 蒲郡市                   | 蒲郡市                   |
| 三谷村        | 1894年12月10日 改制為三谷町 | 1894年12月10日 改制為三谷町 | 1894年12月10日 改制為三谷町 | 1954年4月1日 合併為蒲郡市  | 1954年4月1日 合併為蒲郡市  | 蒲郡市                   | 蒲郡市                   | 蒲郡市                   |
| 豐岡村        | 豐岡村                      | 1906年7月1日 合併為蒲郡町   | 1906年7月1日 合併為蒲郡町   | 1954年4月1日 合併為蒲郡市  | 1954年4月1日 合併為蒲郡市  | 蒲郡市                   | 蒲郡市                   | 蒲郡市                   |
| 蒲郡村        | 1891年10月16日 改制為蒲郡町 | 1906年7月1日 合併為蒲郡町   | 1906年7月1日 合併為蒲郡町   | 1954年4月1日 合併為蒲郡市  | 1954年4月1日 合併為蒲郡市  | 蒲郡市                   | 蒲郡市                   | 蒲郡市                   |
| 靜里村        |                             | 1906年7月1日 合併為蒲郡町   | 1906年7月1日 合併為蒲郡町   | 1954年4月1日 合併為蒲郡市  | 1954年4月1日 合併為蒲郡市  | 蒲郡市                   | 蒲郡市                   | 蒲郡市                   |
| 神之鄉村      |                             | 1906年7月1日 合併為蒲郡町   | 1906年7月1日 合併為蒲郡町   | 1954年4月1日 合併為蒲郡市  | 1954年4月1日 合併為蒲郡市  | 蒲郡市                   | 蒲郡市                   | 蒲郡市                   |
| 鹽津村        |                             |                             |                             | 1954年4月1日 合併為蒲郡市  | 1954年4月1日 合併為蒲郡市  | 蒲郡市                   | 蒲郡市                   | 蒲郡市                   |
| 大塚村        | 大塚村                      | 大塚村                      | 大塚村                      | 大塚村                     | 1955年10月1日 併入蒲郡市   | 蒲郡市                   | 蒲郡市                   | 蒲郡市                   |
| 大塚村        | 大塚村                      | 大塚村                      | 大塚村                      | 大塚村                     | 1955年10月1日 併入御津町   | 1955年10月1日 併入御津町 | 2008年1月15日 併入豐川市 | 2008年1月15日 併入豐川市 |

## 交通

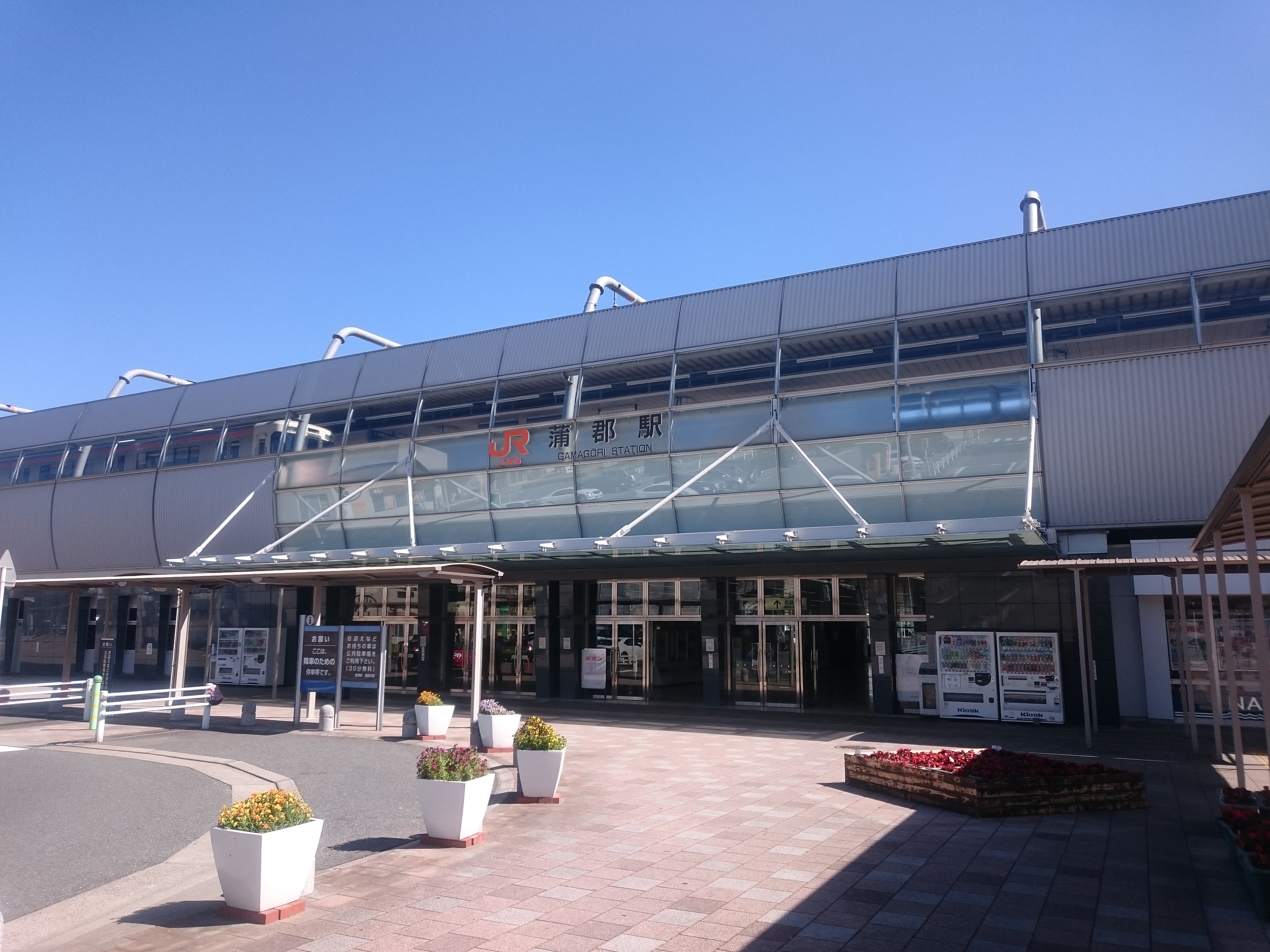
JR蒲郡車站

東海旅客鐵道的東海道本線通過蒲郡市的東半部區域及主要市區，經由東海道本線往北可以至岡崎市，往東可以至豐橋市，東海道新幹線雖然也有通過轄內，但在轄內並未設有車站，須經由東海道本線至豐橋市內的豐橋車站換乘。
蒲郡車站同時也是名古屋鐵道蒲郡線的換乘車站，經由蒲郡線可以通至西側的西尾市內。
轄內雖然沒有高速公路通過，不過自市區可以經由國道473號往北前往豐川市內，經由音羽蒲郡交流道進入東名高速道路。
轄內的客運主要由名鐵巴士及市政府委託經營的社區巴士「周遊巴士」所營運。名鐵巴士的兩條路線以蒲郡車站為樞紐，分別駛往轄區的東部和西部；周遊巴士則是以各個鐵路車站為中心．方便各地區前往就近的鐵路車站。

### 鐵路
- 東海旅客鐵道
  - 東海道新幹線：（←豐川市） - （未於轄內設置車站） - （幸田町→）
  - 東海道本線：（←豐川市） - 三河大塚車站 - 三河三谷車站 - 蒲郡車站 - 三河鹽津車站 - （幸田町→）
- 名古屋鐵道
  - 蒲郡線：（西尾市） - 西浦車站 - 形原車站 - 三河鹿島車站 - 蒲郡競艇場前車站 -  蒲郡車站

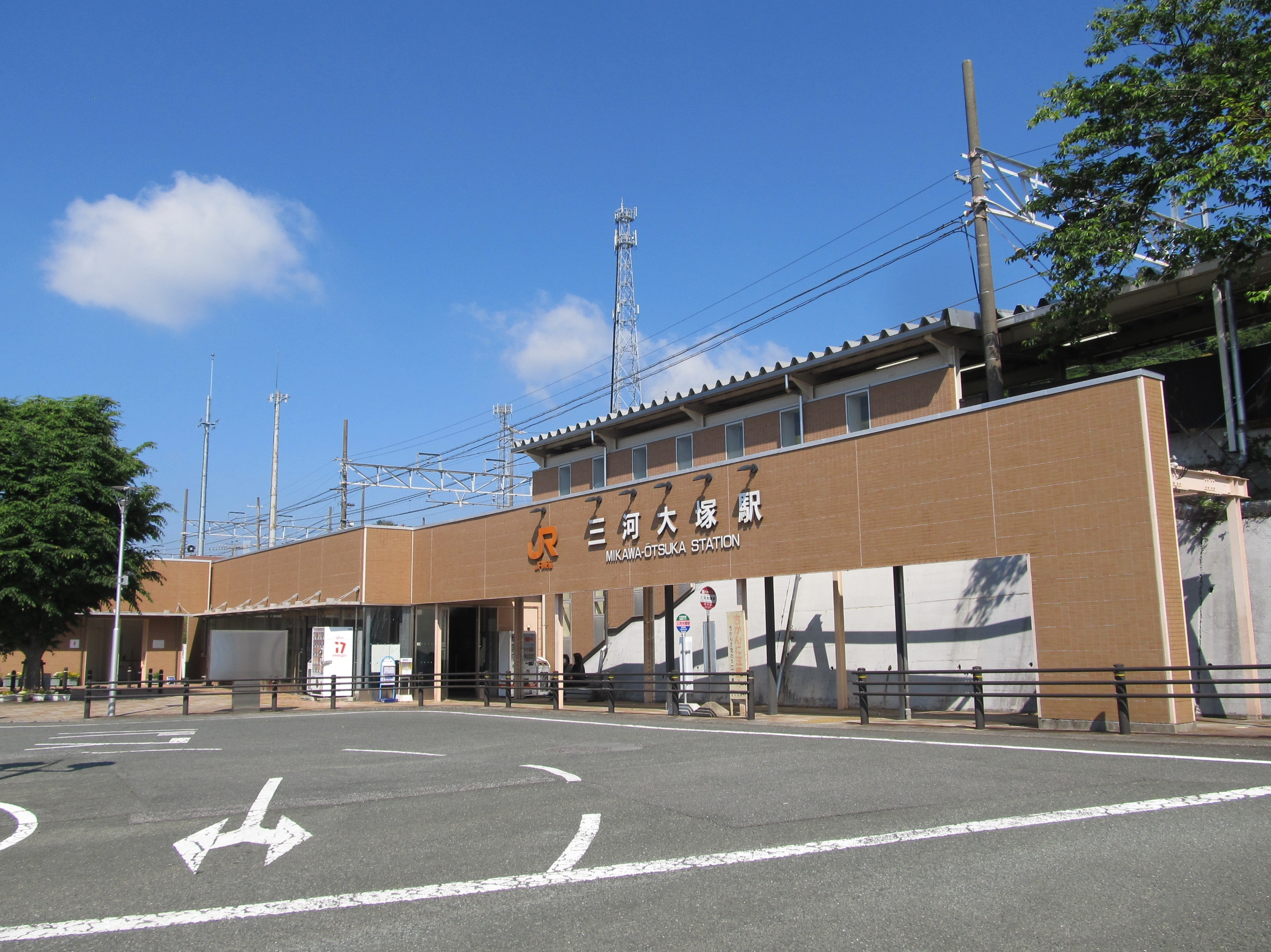
三河大塚車站
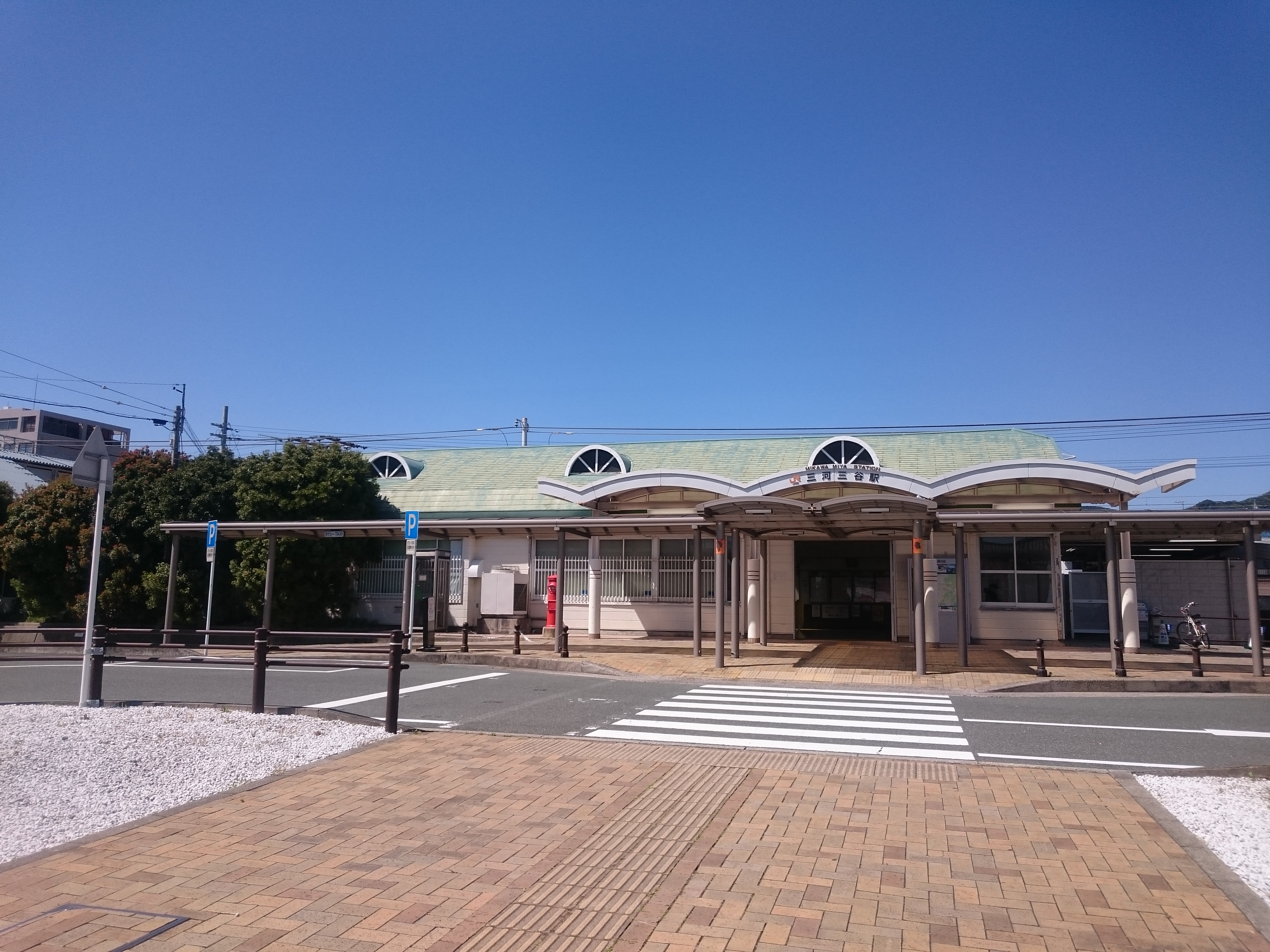
三河三谷車站
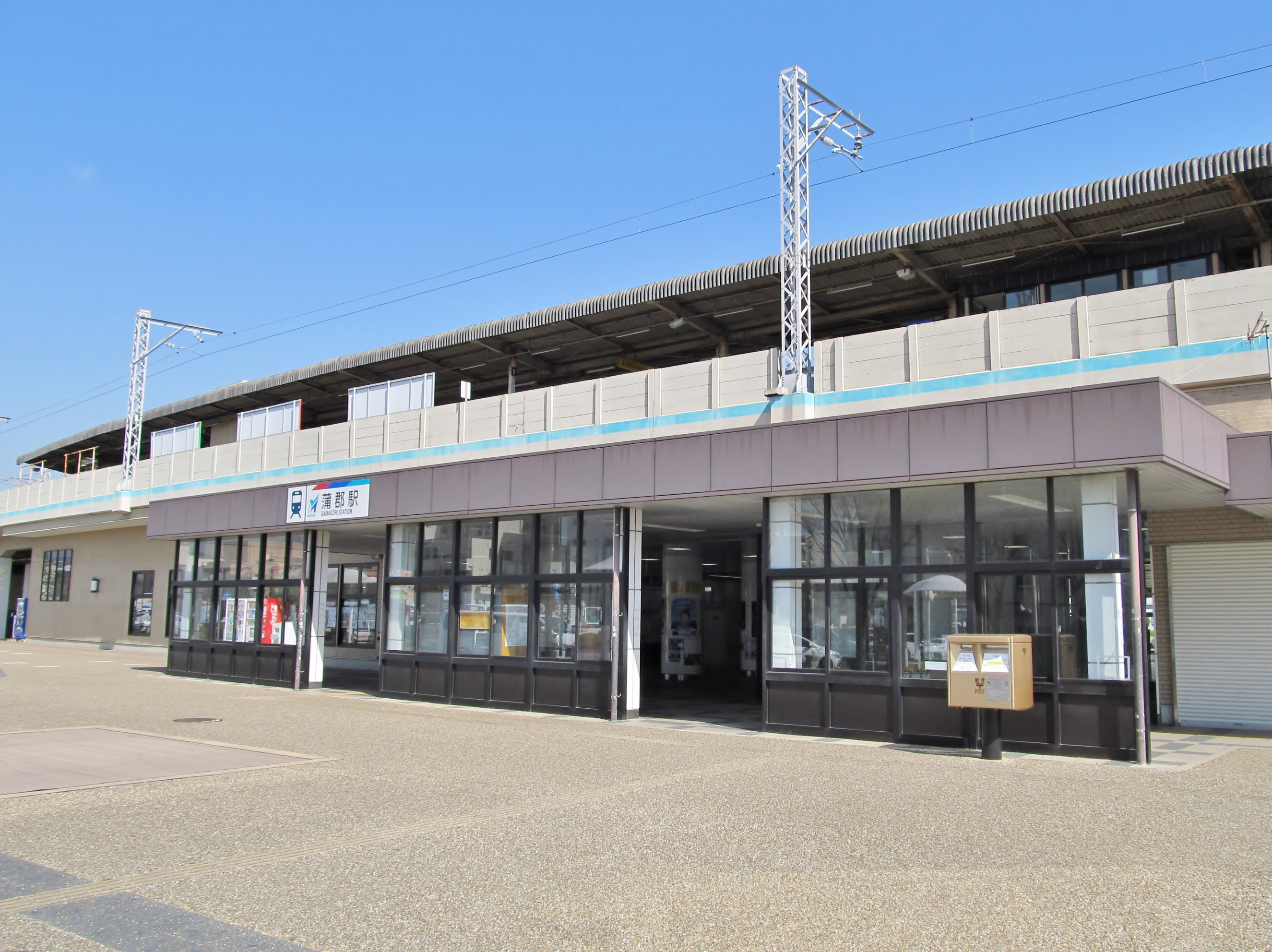
名古屋鐵道蒲郡車站
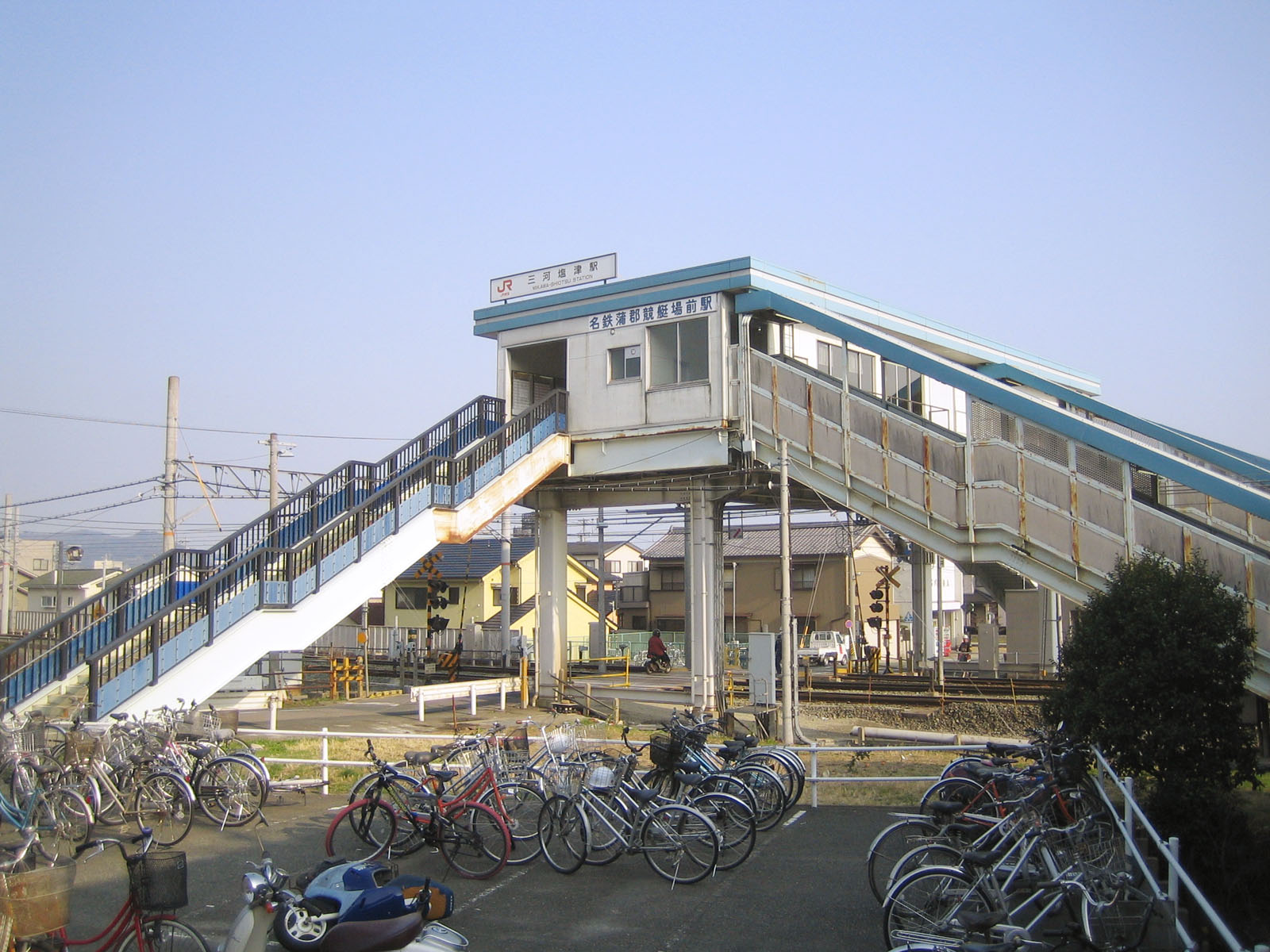
三河鹽津車站
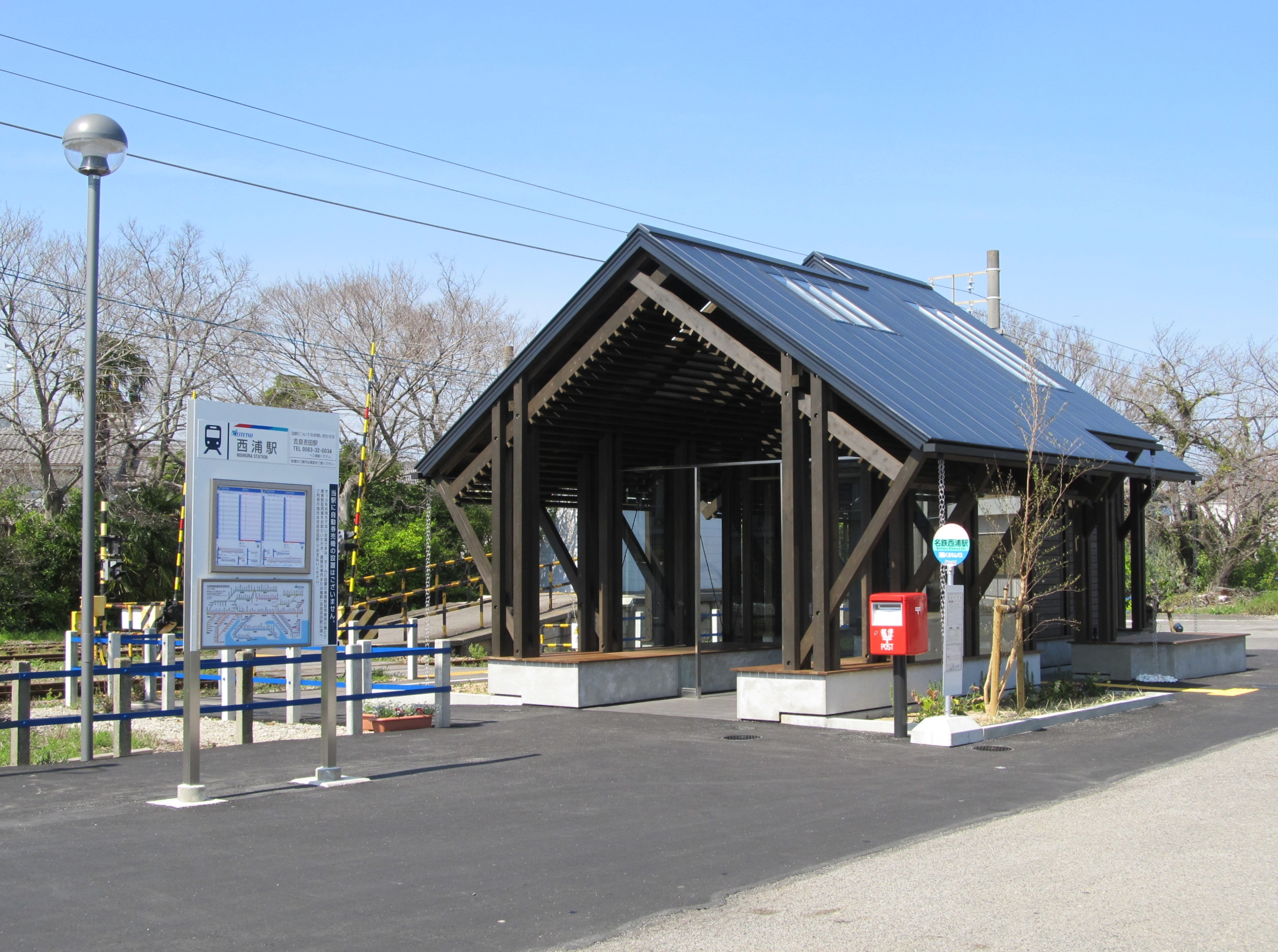
西浦車站
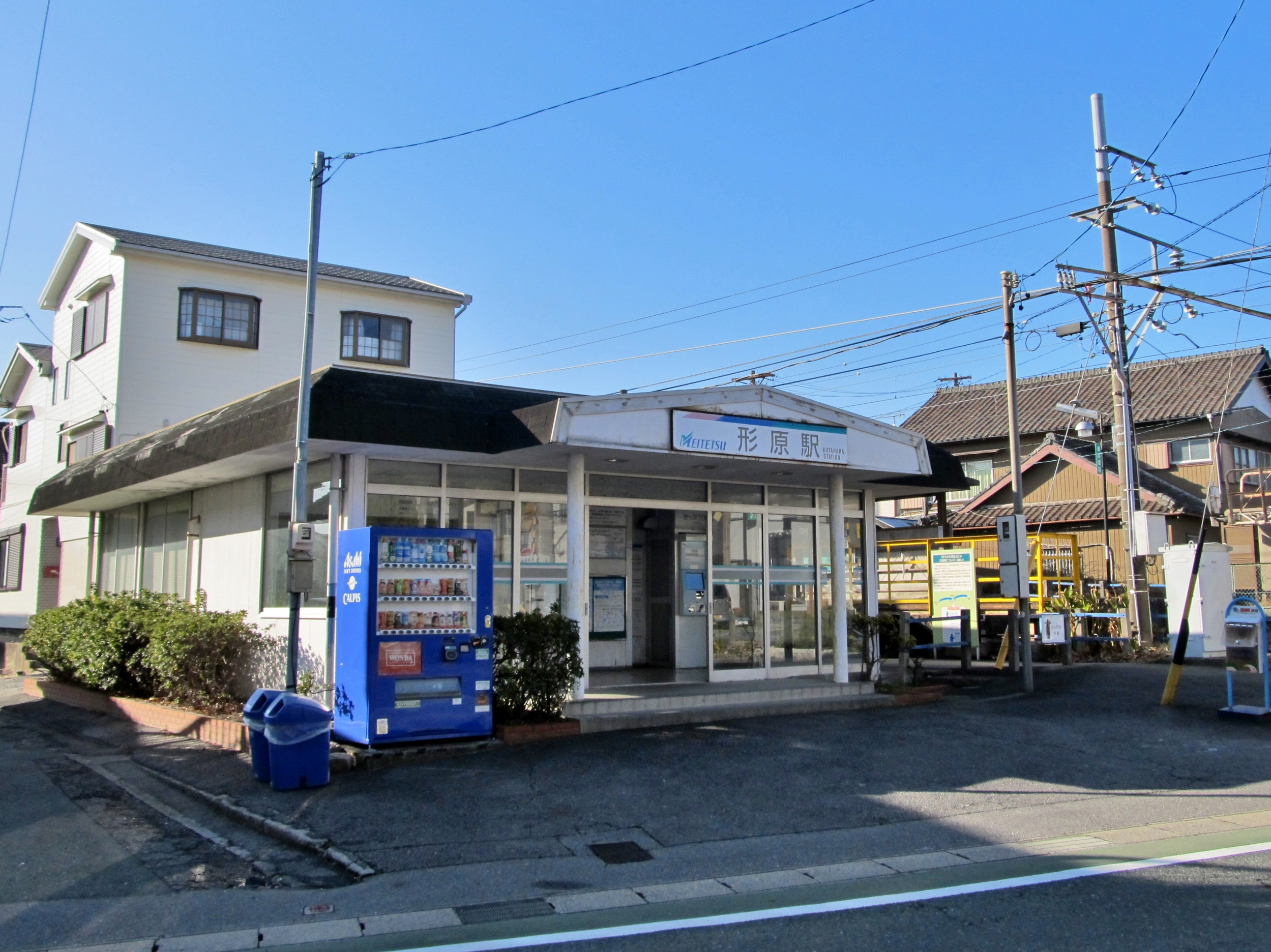
形原車站
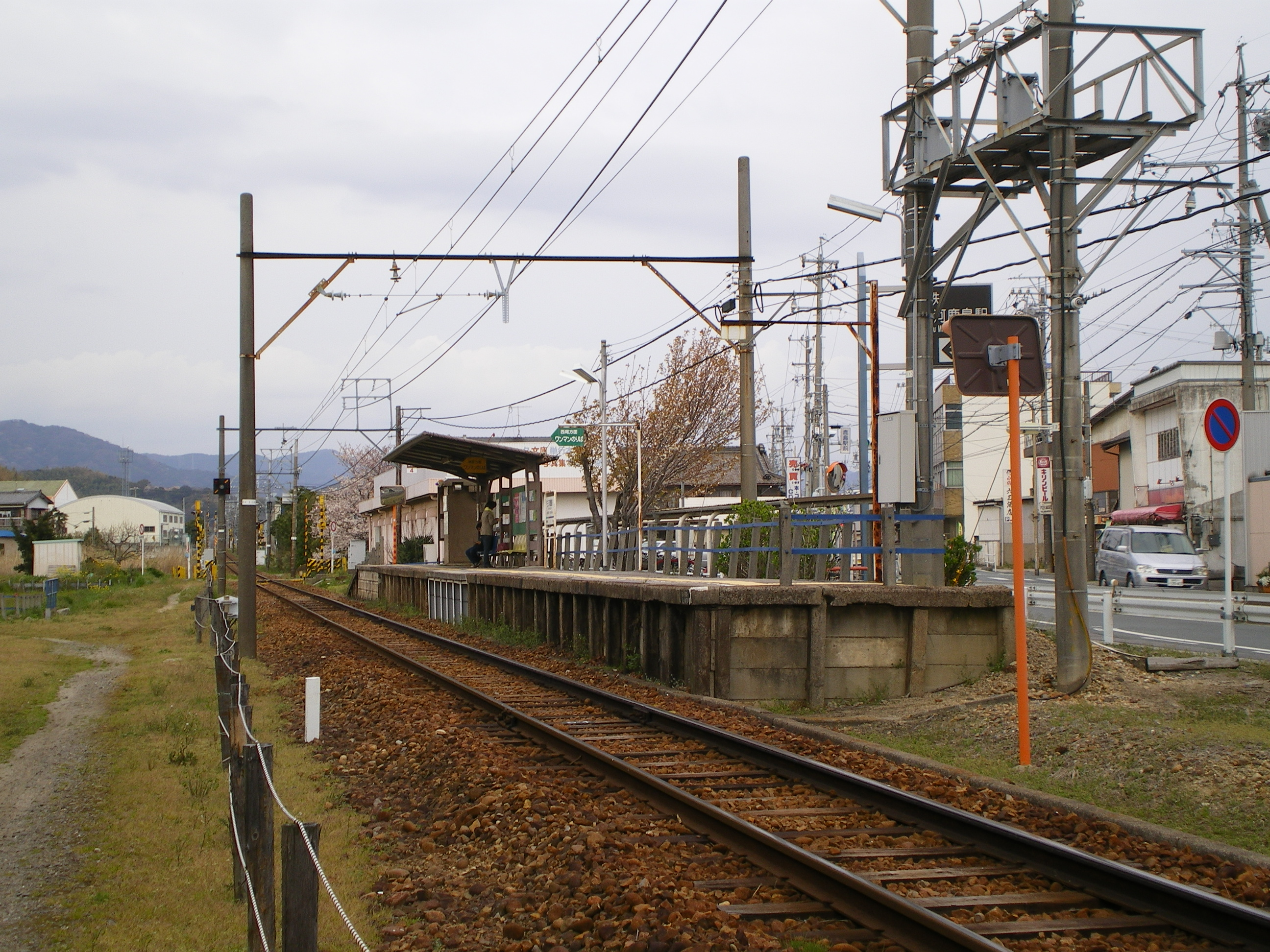
三河鹿島車站
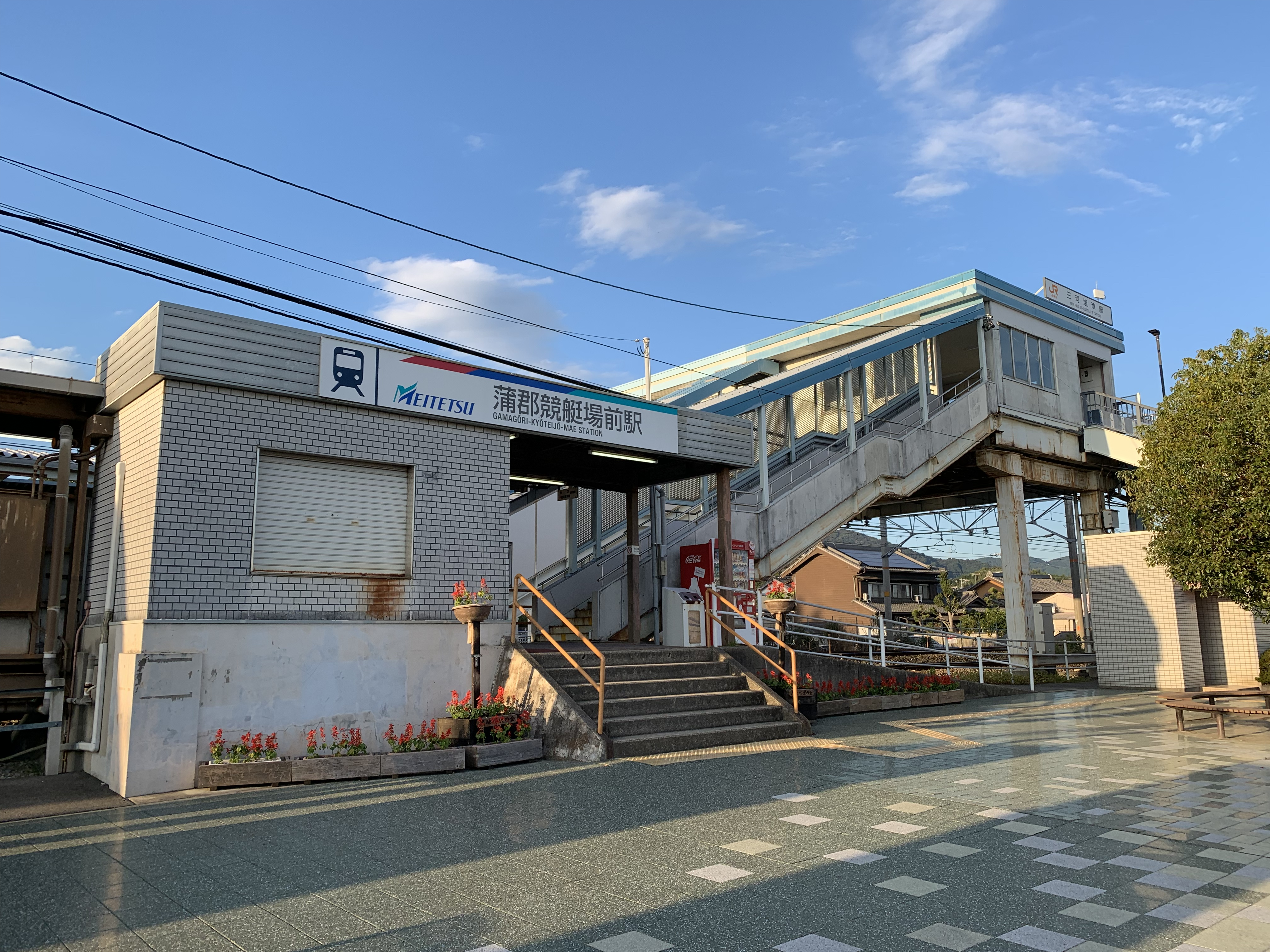
蒲郡競艇場前車站

## 觀光資源
位於市區南側海岸線旁的竹島及周邊海岸，在二十世紀初時已是觀光景點；1912年開設的料理旅館「常磐館」，1932年興建了連結竹島的「竹島橋」，1934年蒲郡經典大飯店開始營業，讓此區域在當成為東海地方著名的度假地點；在當時曾有包括菊池寛、志贺直哉、谷崎潤一郎、山本有三、川端康成、井上靖、三島由紀夫在內的多位文學人士到此度假，並完成其作品。其中料理旅館「常磐館」目前已被遷移並改設為海邊的文學紀念館，竹島現在也已被列為自然紀念物。
在蒲郡市轄區內共有三谷溫泉、蒲郡溫泉、形原溫泉、西浦溫泉四個溫泉區，這些溫泉區也被合稱為「蒲郡溫泉鄉」共同行銷。
在三谷町地區舉行的三谷祭是八劍神社和若宮神社於每年十月中旬舉行的大祭，其特色為巡遊的花車除了在街上巡遊，也會由人力拉入海中巡游。

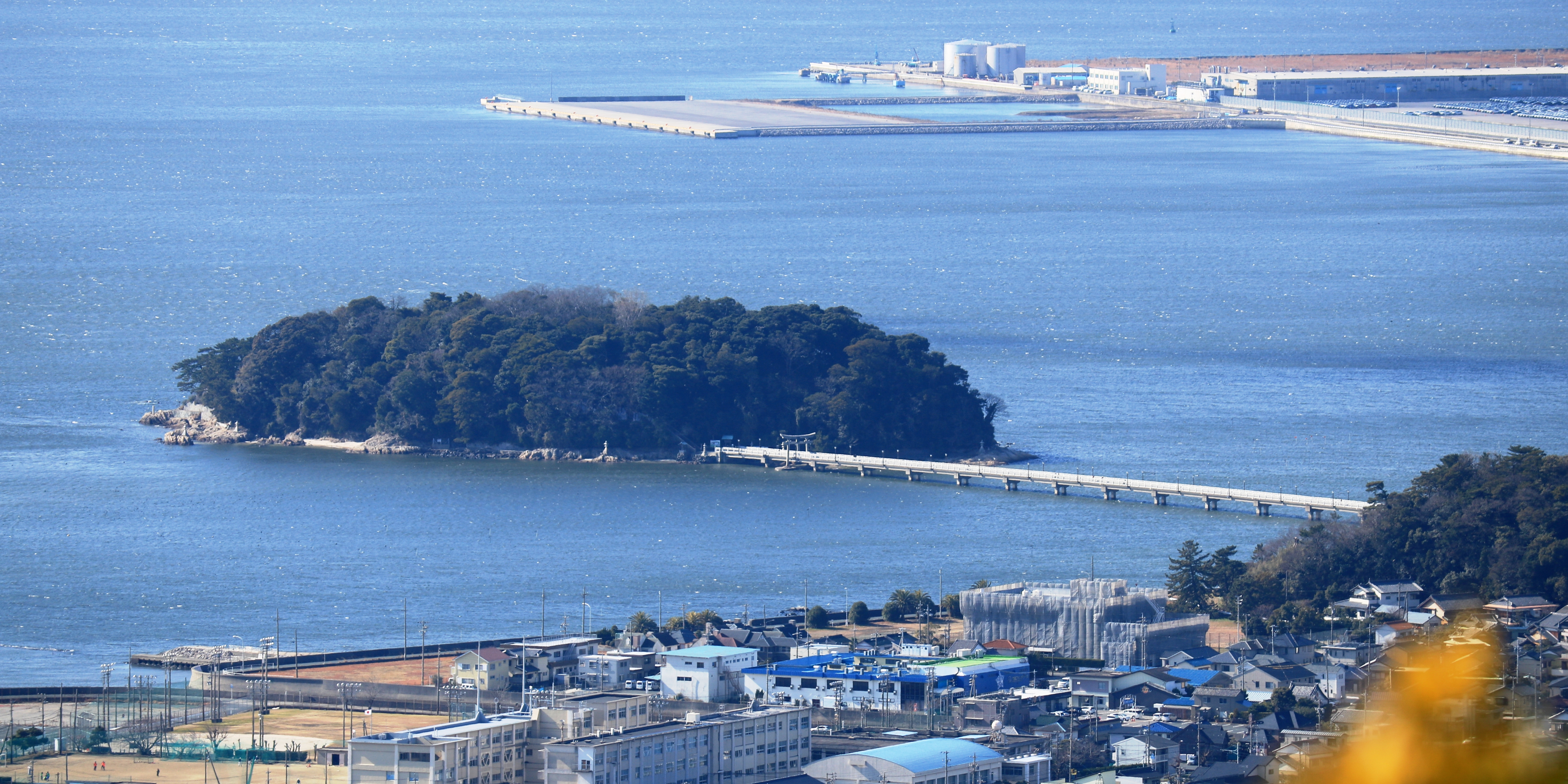
竹島
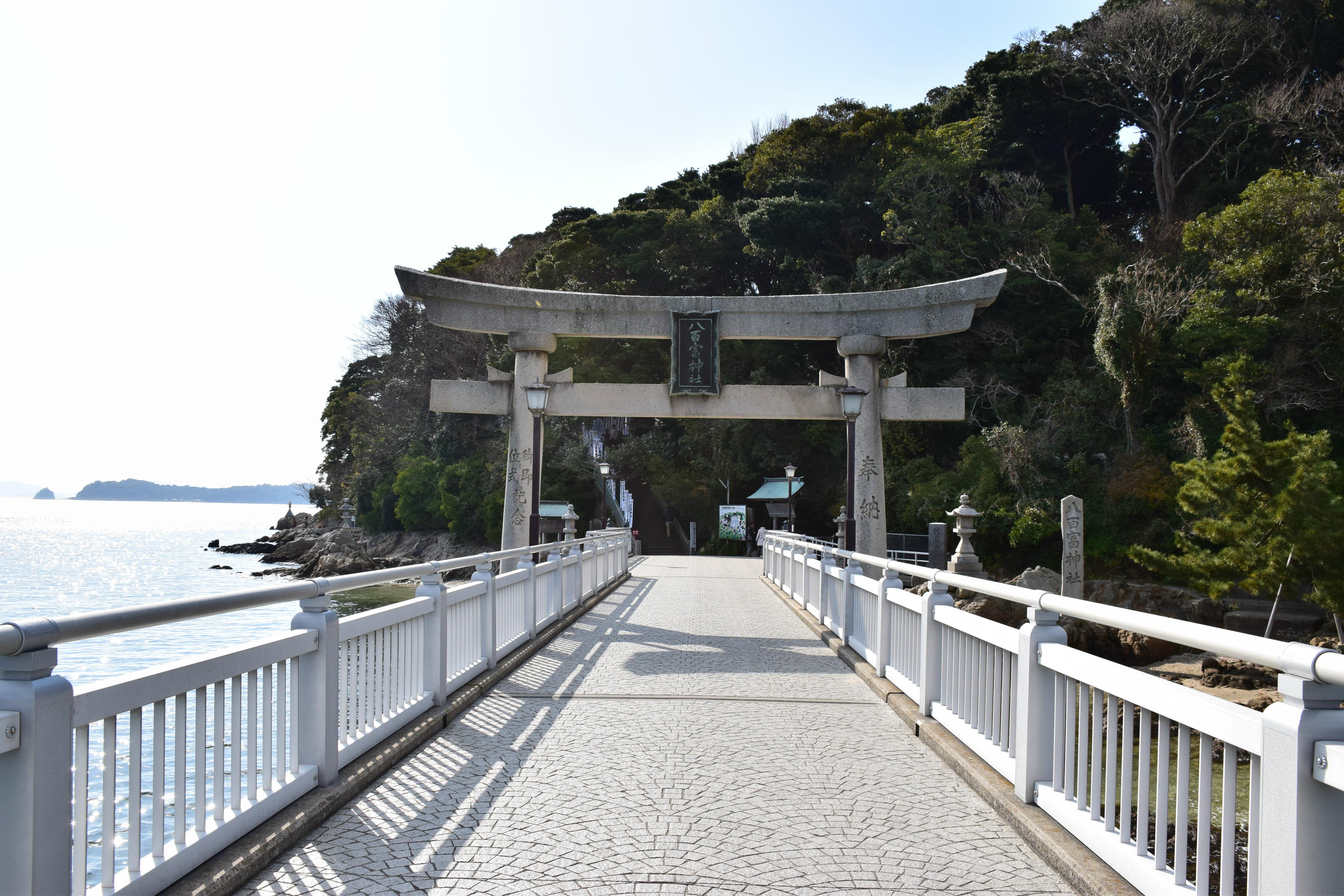
從竹島橋眺望八百富神社的大鳥居，左側的渥美灣對岸為三河大島（右）與小島（三河小島）
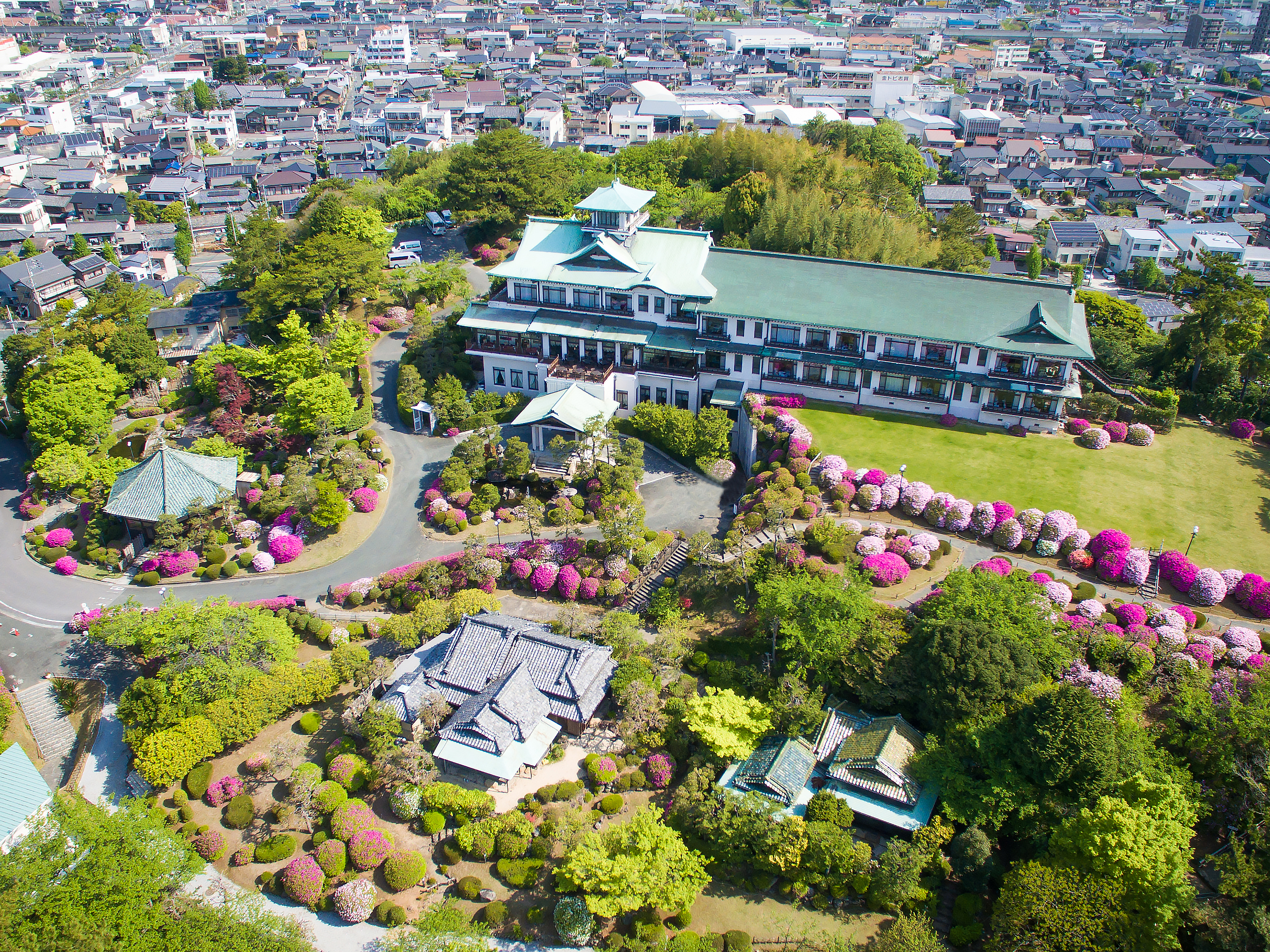
蒲郡經典大飯店
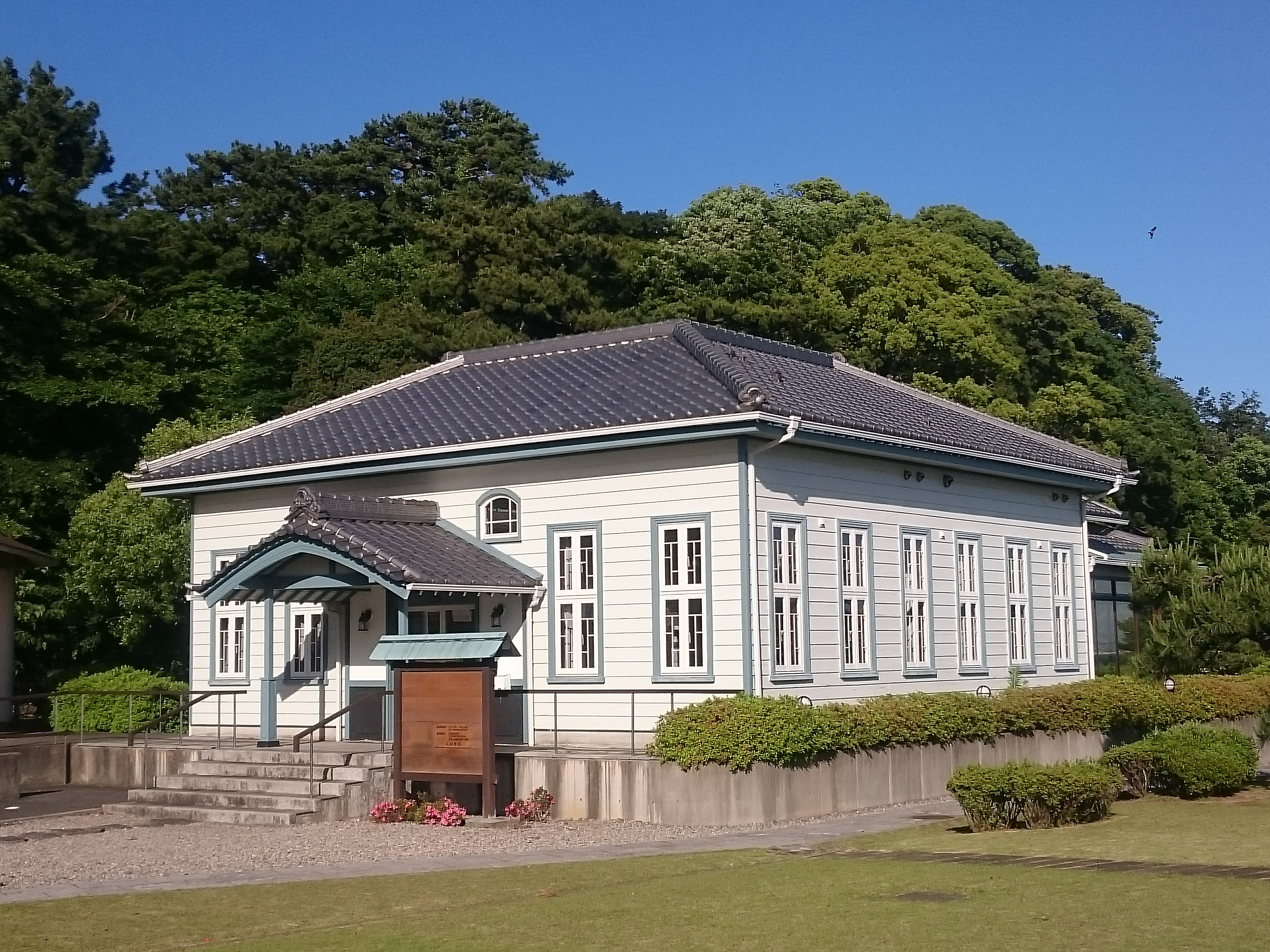
海邊的文學紀念館
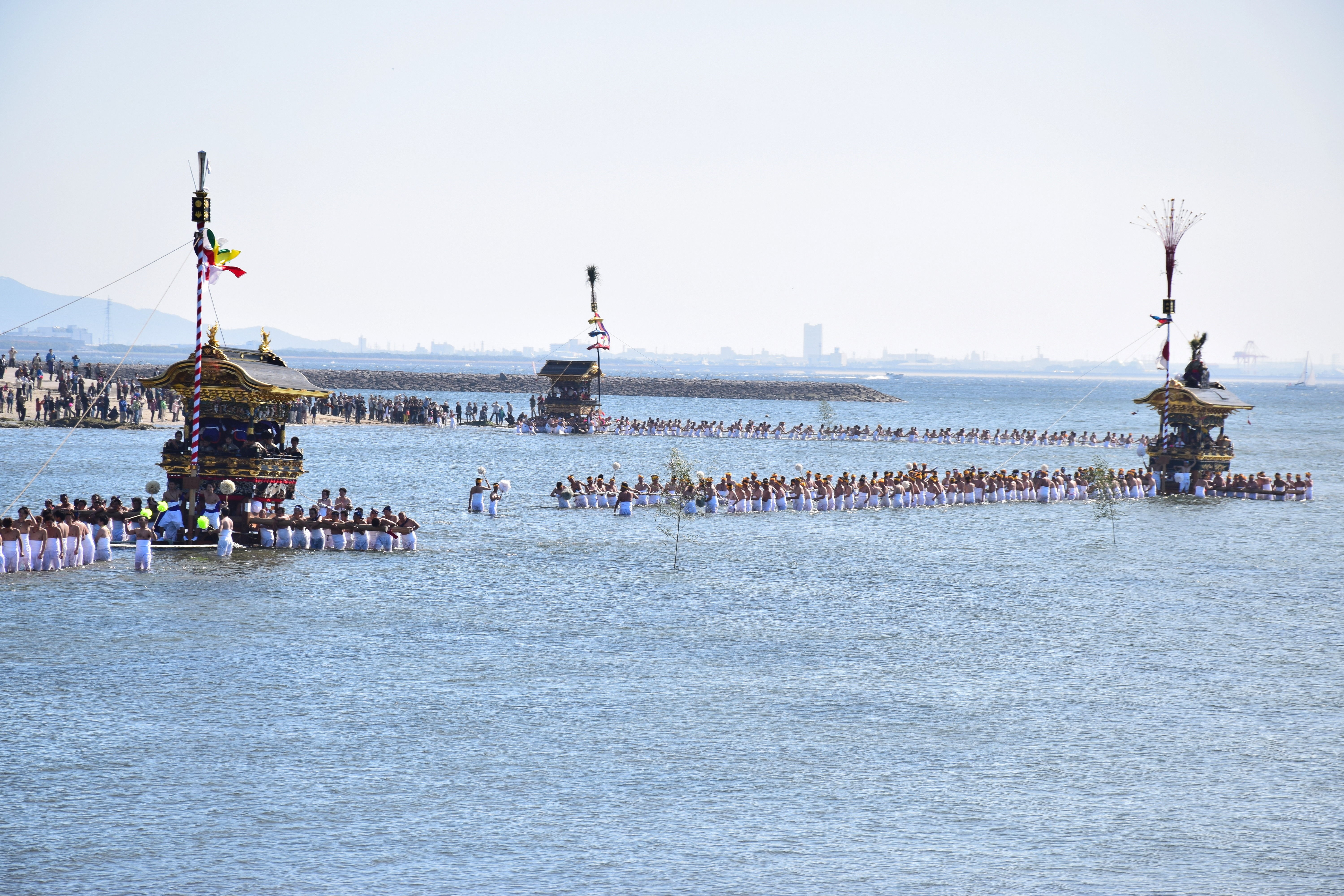
三谷祭
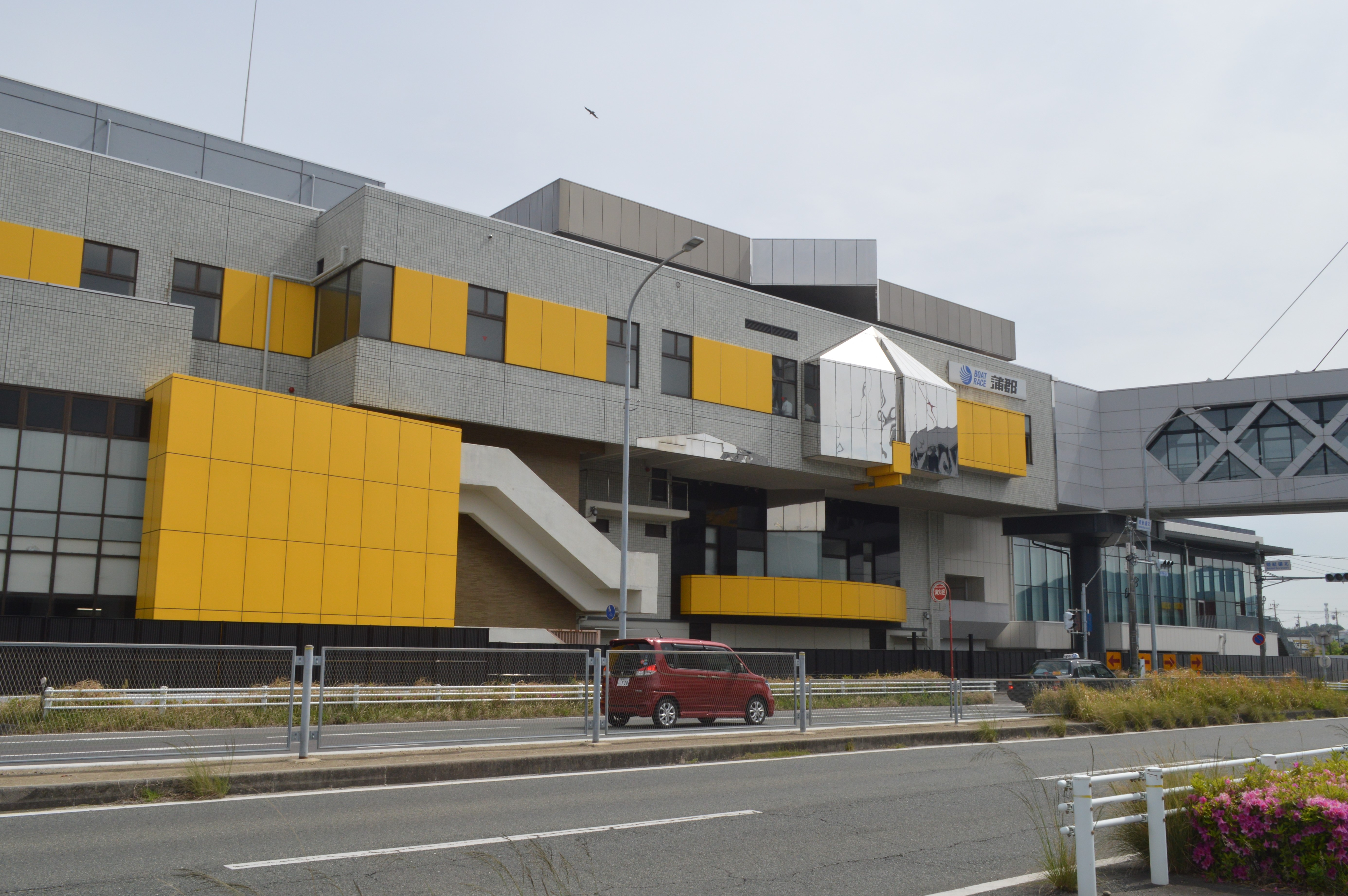
蒲郡競艇場

## 教育

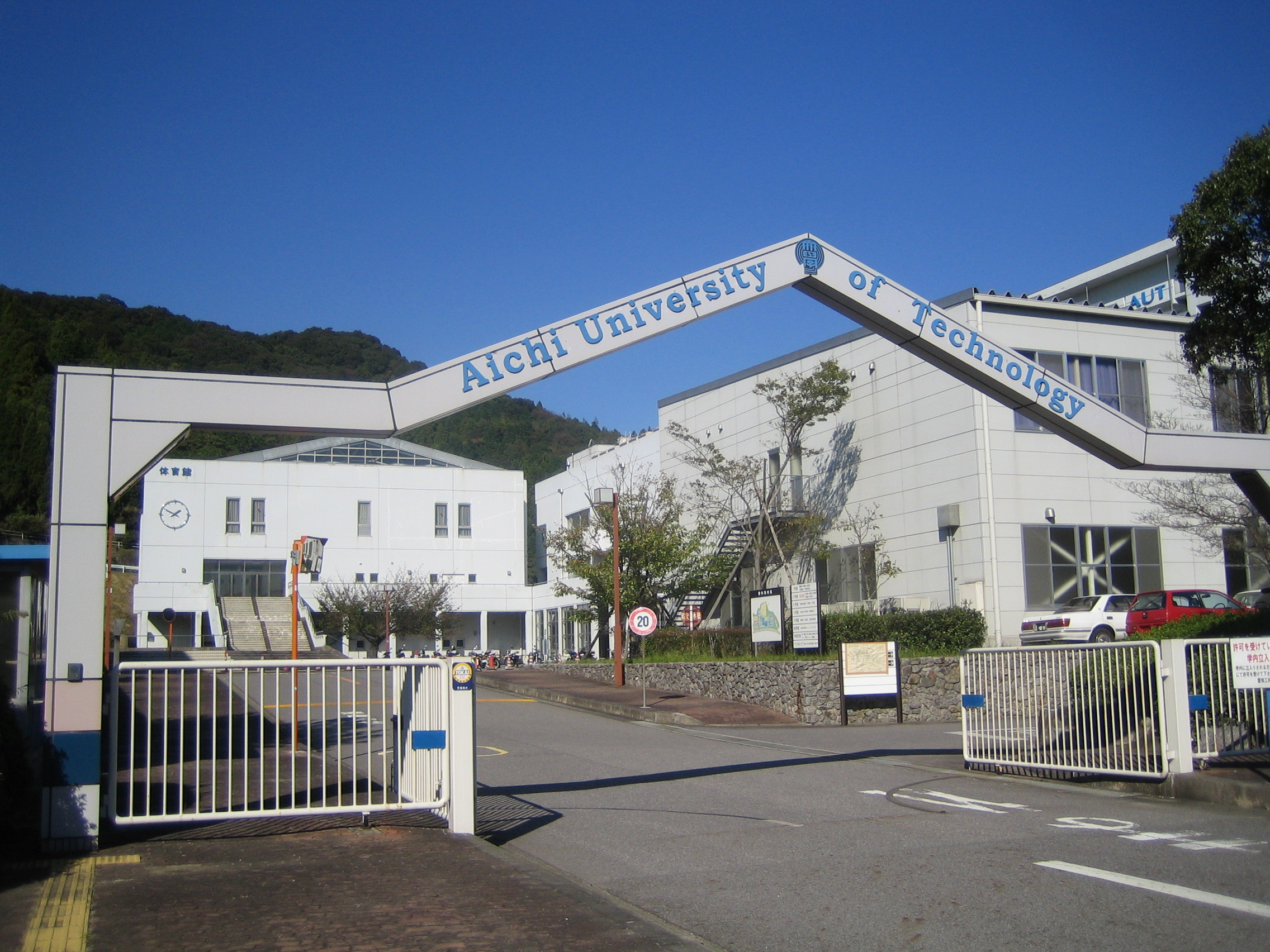
愛知工科大學校門

愛知工科大學位於蒲郡市市區北側與幸田町交界處，前身為1987年創立的「愛知技術短期大學」，在2000年改設為大學後，仍持續以工學領域為主；但其仍保留了短期大學的學制，並轉以汽車保修為主，故短期大學也更名為愛知工科大學自動車短期大學。

## 姊妹、友好城市

### 日本
- 浦添市（沖繩縣）
1962年愛知縣沖繩戰遺族會及愛知縣沖繩會，在浦添市建立祭祀愛知縣出身軍人的「愛國知祖之塔」，1966年愛知縣安排由蒲郡市協助當地進行行政事務工作的指導，兩地因而開始往來，最終在1981年締結為友好都市。[13][14]

### 海外
- 吉斯伯恩港（紐西蘭吉斯伯恩大区）
兩地在1996年締結為姊妹港。[15]

## 外部連結
- （日語） 愛知縣蒲郡市的Instagram帳戶
- （日語） YouTube上的蒲郡市頻道
- （日語） 蒲郡市觀光協會
  - （繁體中文） 蒲郡市觀光協會
  - （简体中文） 蒲郡市觀光協會